# Batalla de Síversk
La batalla de Síversk és un enfrontament militar entre les Forces Armades de Rússia i les forces pro-russes del Donbàs i les Forces Armades d'Ucraïna durant la invasió russa del 2022, forma part de la Guerra al Donbàs, l'ofensiva més forta de l'est d'Ucraïna, que va començar el 3 de juliol del 2022.

## Antecedents

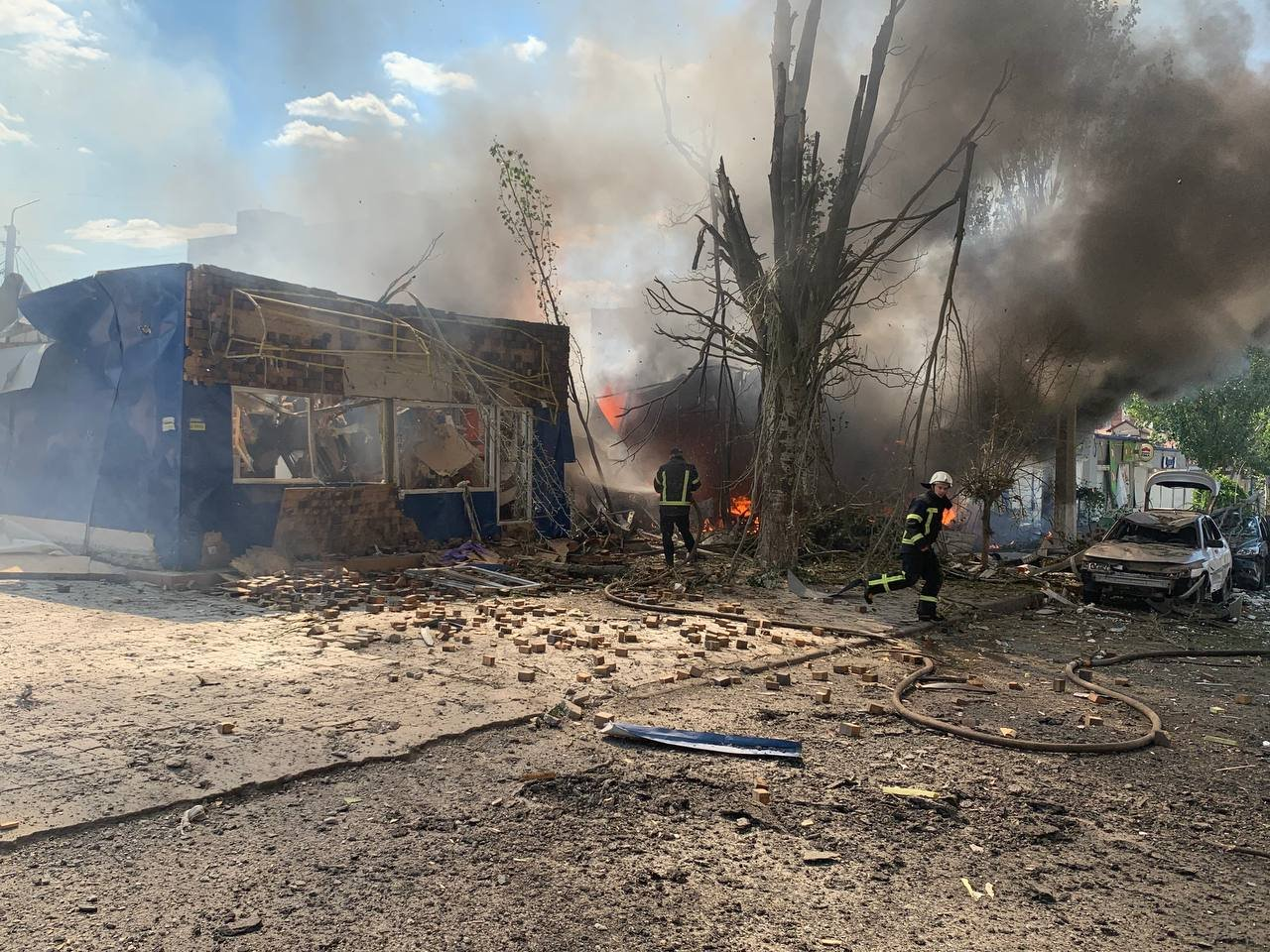
Atac a Bakhmut, en l'avanç rus cap a Síversk, 16 de juliol del 2022.

El 25 de juny del 2022, les forces russes van capturar Sieverodonetsk, Sirtine, Vóronove i Borivske. Uns 10.000 civils van quedar-se a la ciutat, el 10% del total de població anterior a la guerra. En aquells moments, Hanna Maliar, la viceministra de Defensa d'Ucraïna, va criticar els civils perquè van interrompre les operacions militars durant la batalla quan van compartir informació militar a les xarxes socials.
El 2 de juliol, la batalla de Lissitxansk va acabar amb una altra victòria russa, i l'endemà les forces russes de la República Popular de Luhansk van declarar el control total de la regió de Luhansk. El 4 de juliol, The Guardian va informar que després de la caiguda de la regió de Luhansk, les tropes russes continuarien la seva invasió cap a la província veïna de Donetsk per alliberar les ciutats de Sloviansk i Bakhmut. L'endemà, Oleksei Arestóvitx, assessor del president ucraïnès, va admetre que Lissitxansk estava en perill de ser capturada pels russos. El governador ucraïnès de la regió de Luhansk, Serguei Haidai, va dir que la ciutat va ser atacada "amt tàctiques inexplicablement brutals" i que els russos estaven "avançant obstinadament". Els observadors externs van assenyalar que la caiguda de Lissitxansk significava que Rússia havia aconseguit el seu objectiu estratègic de capturar tota l'óblast de Luhansk, com a part del seu objectiu més ampli d'alliberar tot el Donbàs. Més tard, aquell dia, l'Estat Major Ucraïnès va confirmar que les seves forces s'havien retirat de Lissitxansk. Tanmateix, el president Zelenski va negar que la ciutat fos completament capturada, dient "definitivament no podem dir quer Lissitxansk estigui sota control rus. Les batalles es lliuren als afores de Lissitxansk". Més tard, Zelenski va admeter que Lissitxansk havia caigut i va prometre eventualment tornar a envair la ciutat, "gràcies a l'augment del subministrament d'armes modernes".

## Batalla
El Ministeri de Relacions Exteriors de la República Popular de Luhansk va anunciar el 3 de juliol que la lluita per Síversk havia començat, tot i que aquesta afirmació va ser rebutjada per Ucraïna i els observadors occidentals. Durant la batalla de Lissitxansk, l'exèrcit rus havia llançat una ofensiva en direcció a Síversk des de tres direccions. La ciutat de Síversk es troba a la part nord de l'óblast de Donetsk, que és reclamada per la República Popular de Donetsk, a 30 km a l'oest de Lissitxansk. Aquell mateix dia, les forces russes i les pro-russes de Luhansk van capturar la ciutat de Bilogórivka, entrant així en la frontera administrativa de les províncies de Luhansk i Donetsk. El 4 de juliol, les forces russes van continuar les seves operacions ofensives cap a Síversk. El 6 de juliol, les forces russes van començar a lluitar al voltant de les viles de Spirne, Verkhnokamianske, Grigórivka i Bilogórivka, totes a menys de 15 km de Síversk. Tres dies després, el 9 de juliol, les forces russes i pro-russes van afirmar que van capturar la ciutat de Grigórivka, la qual cosa va confirmar el Ministeri de Defensa Britànci el dia 12. L'11 de juliol, les tropes russes van apropar-se a pocs quilòmetres de Síversk. El 12 de juliol, les forces russes van intentar un assalt terrestre limitat a l'est de la ciutat. L'Estat Major Ucraïnès va afirmar que les forces russes van sofrir pèrdues durant un assalt fallit cap a Spirne i Ivano-Darivka.
El mitjà estatal rus TASS, amb el suport de declaracions del president de la República Popular de Donetsk, Denis Puixilin, va afirmar el 13 de juliol que havien capturat parts de Síversk. L'ex-comandant de Donetsk Ígor Guirkin va afirmar que no hi havia combats per la ciutat, i que les tropes russes simplement van entrar després que les forces ucraïneses se'n retiressin. Vitali Kisseliov, assistent del Ministeri de l'Interior de la República de Luhansk, va reafirmar les afirmacions del corresponsal de guerra rus que les forces russes i pro-russes de Luhansk van prendre el control de Síversk, l'operació de les forces conjuntes d'Ucraïna va negar que les forces russes capturessin Síversk el 14 de juliol. L'Estat Major Ucraïnès va afirmar que les forces russes van llançar un atac i un atac aeri contra Verkhnokamianske el 15 de juliol, però l'atac fou repel·lit per les forces ucraïneses. També es va afirmar que les forces russes van intentar sense èxit capturar Spirne.